# Symmacra hyporroda
Symmacra hyporroda là một loài bướm đêm trong họ Geometridae.